# فاربوتي
فاربوتي (بالإنجليزية: farbouti) هو شخصية أسطورية من الميثولوجيا الإسكندنافية، لم يتم التعمق في الشخصية بشكل كبير في القصص و الروايات، و يعرف على أنه والد إله الخداع لوكي من زوجته نالغا.

## الاسم
ترجم الاسم للغة النوردية القديمة Fárbauti إلى 'المهاجم الخطر'، أو 'مهاجم الغضب'، أو 'المهاجم المفاجئ'. وهو تركيب تركيبي يتكون من الاسم fár ('العداء، الخطر، سوء الحظ، الزيف') المرتبط بالفعل bauta ('يهاجم').

## الشهادات

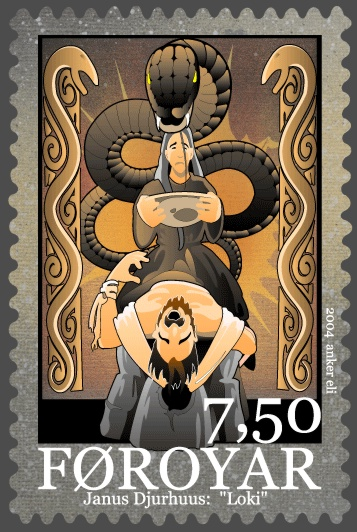
عقوبة لوكي، الذي يظهر مع زوجته سيغين، كما هو موضح على طابع من جزر فارو

استُخدمت من قبل شاعرين من القرن العاشر كلمة "ابن فاربوتي" لوصف لوكي، إلا أنهما استخدما الكلمة الشعرية mögr بدلاً من الكلمة المعتادة sonr.
وتم الاقتباس عن الشاعر Úlfr Uggason حين أشار إلى لوكي كـ "ابن فاربوتي الماكر للغاية"، بينما ذكر الشاعر Þjóðólfr of Hvinir لوكي كـ "ابن فاربوتي".
في Gylfaginning ('خداع غيلفي')، ذكر الكائن المتمثل في العرش العالي أن لوكي هو ابن الجوتن فاربوتي، وأن "لاوفي أو نال هي والدته".
في Skáldskaparmál ('لغة الشعر')، تم ذكر فاربوتي بين kennings التي تشير إلى ابنه لوكي.

## النظريات
اقترح أكسل كوك أن اسم فاربوتي وشخصيته قد يكونان مستلهمين من الملاحظات المتعلقة بالظواهر الطبيعية المحيطة بظهور النار البرية. إذا كان فاربوتي بمعنى "المهاجم الخطير" يشير إلى "البرق"، فإن هذه الشخصية قد تبدو جزءًا من أسطورة طبيعية مبكرة تشير إلى إنتاج النار البرية (لوكي) بواسطة البرق (فاربوتي) الذي يصيب الوقود الجاف مثل الأوراق (لاوفي) أو إبر الصنوبر (نال).
على الرغم من أنه يتم الإشارة إليه بشكل غير مباشر فقط في كينينغ فولسبا ('نبوة فولفا') التي تذكر لوكي كـ "شقيق بايليست"، اعتبر بعض العلماء أن أخوة لوكي هيلبليندي وبيليست هما أيضًا أبناء فاربوتي. ومع ذلك، لا يزال دورهما الدقيق في المجمع الأسطوري القديم الذي يحيط بعائلة لوكي غير واضح إلى حد كبير.

## أنظر أيضا
• لوكي
• أودين